# Ștefania Jipa
Ștefania Jipa (1. marts 2000 i Onești) er en rumænsk håndboldspiller, som spiller for CSM Bucuresti og Rumæniens kvindehåndboldlandshold.